# Arttu Pohjola
Arttu Pohjola (* 7. Juni 2001) ist ein finnischer Skispringer.

## Werdegang
Arttu Pohjola, der für Lahden Hiihtoseura startet, startete am 12. August 2017 in Lahti zum ersten Mal im Rahmen von zwei Wettbewerben in Kuopio im FIS Cup, wo er die Plätze 39 und 30 belegte.
Beim Europäischen Olympischen Winter-Jugendfestival 2017 im türkischen Erzurum belegte er im Mannschaftswettbewerb zusammen mit Jonne Veteläinen, Mico Ahonen und Markus Virrantalo Platz vier.
Bei den Finnischen Meisterschaften 2017 in Lahti im Oktober 2017 gewann Pohjola im Mannschaftswettbewerb zusammen mit Frans Tähkävuori, Ville Larinto und Janne Ahonen die Goldmedaille.
Am 15. Dezember 2018 gewann Pohjola in Ruka seine ersten Continental-Cup-Punkte.

## Statistik

### Continental-Cup-Platzierungen
| Saison  | Sommer | Sommer | Winter | Winter | Gesamt | Gesamt |
| Saison  | Platz  | Punkte | Platz  | Punkte | Platz  | Punkte |
| ------- | ------ | ------ | ------ | ------ | ------ | ------ |
| 2018/19 | –      | –      | 102.   | 10     | 128.   | 10     |
| 2019/20 | –      | –      | 084.   | 19     | 126.   | 19     |
| 2020/21 | –      | –      | 058.   | 41     | 061.   | 41     |
| 2021/22 | –      | –      | 086.   | 19     | 123.   | 19     |
| 2022/23 | –      | –      | 071.   | 32     | 087.   | 32     |